# Ordre des divisions de basket-ball en Belgique
 (août 2025).
Si vous disposez d'ouvrages ou d'articles de référence ou si vous connaissez des sites web de qualité traitant du thème abordé ici, merci de compléter l'article en donnant les références utiles à sa vérifiabilité et en les liant à la section « Notes et références ».
La structure des championnats de basket-ball en Belgique désigne le système de classement officiel des championnats du basket-ball belge gérées par la Fédération belge et les fédérations régionales de basket-ball.
|  |  | Compétitions féminines Niveau national - 1re division nationale Niveau régional - 1re division régionale - 2e division régionale Niveau provincial - 1re division provinciale - 2e division provinciale - 3e division provinciale - 4e division provinciale (Présent seulement à Anvers, Hainaut, Liège, Flandre-Orientale et Flandre-Occidentale.) |  | Compétitions masculines Niveau national - 1re division (Belgique + Pays-Bas) - Ancienne 1re division nationale - 2e division nationale - 3e division nationale Niveau régional - 1re division régionale - 2e division régionale Niveau provincial - 1re division provinciale - 2e division provinciale - 3e division provinciale - 4e division provinciale (Présent seulement à Anvers, Hainaut, Liège, Flandre-Orientale et Flandre-Occidentale.) |